# 国鉄デハ6340系電車
デハ6340系は、かつて日本国有鉄道の前身である鉄道院、鉄道省に在籍した木造直流用電車を便宜的に総称したものである。
本項では、デロハ6130形、デハ6340形、クロハ（サロハ）6190形、クハ6420形、デハユニ6450形およびこれらの改造車について取り扱う。

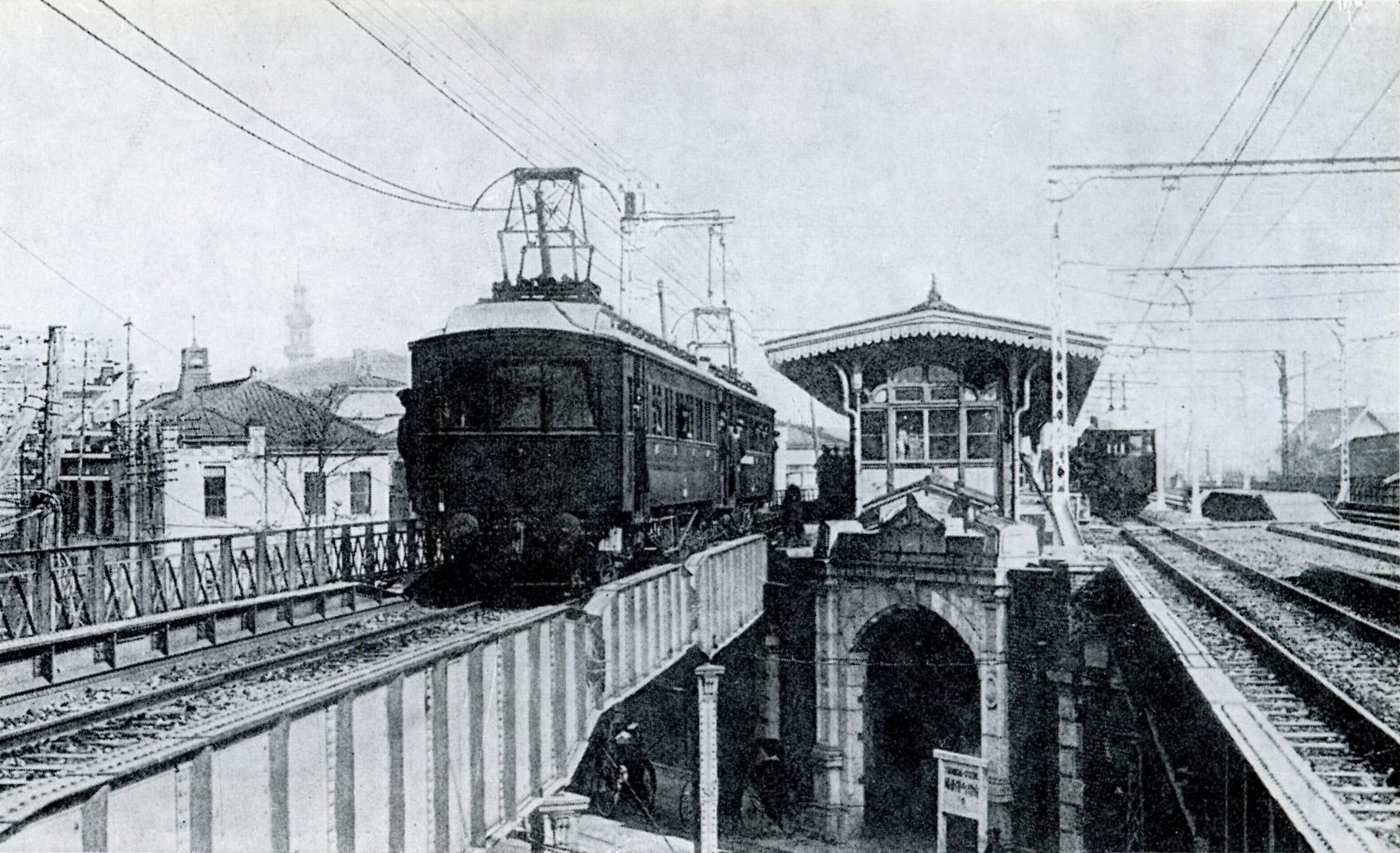
京浜線電車試運転時、有楽町駅にて（1914年12月頃）

## 概要
本系列は、1914年（大正3年）から1918年（大正7年）にかけて、東海道本線（京浜線）の電車運転用として製造されたもので、従来の中央線・山手線用の系列とは、車体長・車体幅・集電装置・主電動機出力など、あらゆる面で一線を画するものである。1914年時点では、日本における最大級かつ最強水準の性能を持つ電車であった。
車体形状は、妻面が平妻非貫通型の3枚窓、側面には車体端部に寄せて片側2箇所に客用扉が設置されており、全ての扉が引戸となっている。屋根は車体全長に及ぶモニター形である。車体幅は8 ft 6 in（2,700 mm）と幅が広くなり、車体長も電動車が50 ft（15,240 mm）であったのに対し、付随車は52 ft 11 in（16,240 mm）と長くなった。前面は平妻非貫通の3枚窓であるが、反対側は開き戸方式の貫通扉が設けられている。
集電装置には、日本の国有鉄道では初めてパンタグラフを使用したが、架線と接する部分がローラー式で、開業当日に大きな問題（後述）を引き起こした。通風器は、モニター屋根側面に水雷型のものが設置されている。主電動機はゼネラルエレクトリック(GE)社製GE-244Aで、架線電圧は直流600 V / 1200 Vの複電圧仕様、これにより電動発電機を駆動して制御用の600 V電源を得ている。制御器はGE社製の電空カム軸式自動加速制御器であるMAコントロール、ブレーキはGE社製のJ三動弁によるAVR自動空気ブレーキ、台車は、新設計の釣合梁式である大正3年形（電動車用TR14（後のDT10）、付随車用TR11）である。
本系列の電動車は基本的に片運転台で製造されており、車体も前後非対称であったため、運転台の向きにより区別を行う必要が生じた。さらに検修上の要請から、床下機器の配置を運転台の向きにかかわらず一定としたため、上り（東京駅）方に運転台があるものに奇数番号、下り（桜木町駅）方に偶数番号を付与した。この慣例は、その後に製造された電車にも連綿と受け継がれ、国鉄が民営化された後の最新形電車にまで踏襲されている。
本系列は、デロハ6130形20両、デハ6340形24両、クロハ（サロハ）6190形21両、クハ6420形4両、デハユニ6450形6両の計75両が製造された。

## 基本形式

### デロハ6130形
1915年の京浜線運転開始にともなって、1914年度に製造された二等三等合造制御電動車である。側面窓配置は1D12222221D1。車内は前位は三等室、後位は二等室に区分され、両室の間には仕切り壁が設けられている。座席は両室ともロングシートであるが、二等室のものは奥行きの深いものである。定員は二等24人、三等51人（うち座席26人）である。
本形式の製造状況は、次のとおりである。
- 1914年度（20両）
  - 汽車製造支店 : 6130 - 6134（5両）
  - 鉄道院新橋工場 : 6135 - 6144（10両）
  - 鉄道院大宮工場 : 6145 - 6149（5両）

### デハ6340形
デロハ6130形の姉妹形式の制御電動車で、こちらは全室三等車である。車体もほぼ同形（ただし、後位側車端部の小窓がない）で、車内に仕切り壁がない程度である。製造の状況は次のとおりである。定員は103人（うち座席56人）である。
- 1914年度（20両）
  - 汽車製造支店 : 6340 - 6351（12両）
  - 日本車輌製造 : 6352 - 6359（8両）
- 1917年度（4両）
  - 鉄道院大井工場 : 6360 - 6363（4両）

### クロハ（サロハ）6190形
京浜線運転開始にともなって製造された二等三等合造中間付随車である。側面窓配置はD12222221Dで電動車とほとんど変わらないが、車体が長い分窓吹き寄せ部が広い。最初の10両の製造当初は、中間付随車と制御付随車の記号が区分されておらず、クロハ6190形と称したが、1915年に中間付随車の記号「サ」が制定されたため、サロハ6190形と改称された。さらに1917年（大正6年）には3両増備、同年には後述のサハ6420形からの改造車が4両が加わり、1918年（大正7年）には8両が増備され、全25両が出揃った。
定員は二等26人、三等56人（うち座席30人）である。
本形式の製造の状況は次のとおりである。
- 1914年度（10両）
  - 日本車輌製造 : 6190 - 6199
- 1917年度（7両）
  - 鉄道院大井工場 : 6200 - 6202（3両）
  - 同上改造 : 6203 - 6206（4両改造。旧形式クハ6420形）
- 1918年度（8両）
  - 日本車輌製造 : 6207 - 6214

### クハ6420形
1916年（大正5年）に製造された三等制御付随車である。車体はクロハ6190形と同形で、第一次世界大戦の影響で電装品の輸入が途絶したため、デハ6340形に不足を生じ、仮「クハ」として製造されたものである。1917年にデハ6340形4両が製造されると、サロハ6190形（6203 - 6206）に改造され、形式消滅した。製造所は、すべて鉄道院大井工場である。

### デハユニ6450形
本形式は、日本の国有鉄道において初めて登場した郵便物取扱施設を持つ電車である。車内は前位から運転室・荷物室・郵便室・三等室に区分されている。側面窓配置は1d1D（荷）11D（郵）12221Dで、定員は51人（うち座席28人）、荷物室荷重2t、郵便室荷重2tである。
製造の状況は次のとおりであるが、1920年（大正9年）度製造車は、設計を従来からのヤード・ポンド法からメートル法に改めており、細部の寸法が異なる。
- 1916年度（2両）
  - 鉄道院大井工場 : 6450, 6451
- 1917年度（2両）
  - 鉄道院大井工場 : 6452, 6453
- 1920年度（2両）
  - 鉄道院大井工場 : 6454, 6455

## 京浜線開業時の大失態
1914年（大正3年）12月18日に東京駅が開業したのを機に、12月20日から東京 - 高島町間に本系列を使用して電車が運転されることとなった。この開業日は、建設工事とは全く関係ない要因により設定されたもので、12月18日に東京駅の開業式典を行い、青島攻略戦の凱旋将軍神尾光臣中将を品川に出迎えて東京へ送り、貴族院と衆議院の議員らを東京から横浜まで試乗させる手筈であった。
東京 - 品川間については、既に電化されていた区間であり、何の問題も生じなかったが、品川以西の新線区間に乗り入れた途端に架線事故が続発することとなった。東京を出発した最初の電車ばかりか、その次もそのまた次の電車も横浜に到着しないということで、関係者を向かわせたところ、一番電車は子安付近で、その次の電車は大森 - 蒲田間でいずれもパンタグラフを架線に引っ掛け、運転不能になっているのが確認された。横浜行きの一番電車が目的地に到達するのに2時間あまりを要したという。翌日、鉄道院総裁（仙石貢）名で新聞に謝罪文が掲載された。
原因は、突貫工事により路盤の地固めが不十分であったこと。その上を走行する重量級の電車が大きくローリング（横揺れ）したり、曲線区間における架線の張り方の不備によりパンタグラフが架線から外れ、架線との接触部をローラーとしたパンタグラフの押し上げ力不足により復帰に時間がかかり、アークが発生して架線が切断されたことなどであった。
京浜線は12月26日をもって運行を中止し、不具合を是正することとなった。この改修には約4か月を要し、運行が再開されたのは翌1915年（大正4年）4月10日のことであった。これにより、本系列のローラー式パンタグラフを通常のシュー式に交換している。

## 改造と廃車

### 山手線への転用と扉増設改造・関東大震災の影響
京浜間での電車運転は好評を博し、輸送量も増加していった。そのため本系列の昇降廊形2扉車では次第に乗客の乗降に支障をきたすようになっていた。そこでデハ6340形について1922年（大正11年）から車体中央部に幅1100mmの客用扉を増設し、片側3扉とする改造が実施され、山手線への転用が行われた。これにより側面窓配置も1D1221D1221Dに変更となった。
デロハ6130形、サロハ6190形については、1925年から扉増設と二等室の格下げが行われている。これにより、サロハ6190形は記号を「サハ」に改めるとともに関東大震災により焼失した2両（6194, 6199）を末尾の2両（6213, 6214）で埋番するよう改番した。
デロハ6130形については、デハ6340形の末尾に編入されたが、関東大震災で焼失したデハ6340形3両（6351, 6352, 6361）を埋めるように3両（6142, 6144, 6145）改番されたほか、末尾の5両（6145 - 6149）に対し、デハニ6450形への改造（6455 - 6459）も行われている。デハニ6450形の改造車グループの側面窓配置は1d1D（荷）1D322D1である。
デハユニ6450形については、代替形式（デハユニ43850形）の製造が1924年ごろまでずれこんだため、長く京浜線で使用された。これも1924年度に山手線への転用されることとなり、郵便室を客室に転用して幅1100mmの扉を増設し、側面窓配置は1d1D（荷）1D3221Dとなり、形式もデハニ6450形に改められた。この際、1923年（大正12年）9月1日に発生した関東大震災で焼失廃車となったデハユニ6451を埋番する形でデハユニ6455がデハニ6451に改められている。

### 事業用車への改造
1925年度に本系列2両が事業用車（配給車）に転用された。改造されたのは6140と6355で、いずれもデヤ33100形に編入（33100, 33101）された。当初の外観は一般の6340形とほとんど変わらなかったが、後年中央扉が拡幅（1800mm）され、外観が変わった。

### 郵便荷物車、荷物車への改造
1927年8月、デハニ6450形4両（6456 - 6459）がデユニ33850形（33850 - 33853）に、1927年10月及び翌年4月、デハニ6450形6両が（6450 - 6455）デニ6450形（番号同じ）に改造された。さらに1928年8月にはデハ6340形1両（6369）がデユニ33850形（33854）、デハ6340形（6370 - 6372）がデニ6450形（6459 - 6461）に追改造されている。
デニ6450形は、種車によって形態が異なっており、5つのグループに細分される。また屋根上には後位側にもパンタグラフが増設され、2基装備となっている。本系列に属するものは、強調文字で表示する
1. 6450 - 6454 : 側面窓配置は1d1D（荷）11D32D（荷）1D。荷重は9t。デハニ6450形改造。
2. 6455 : 側面窓配置はD1D（荷）23D1D（荷）1d。荷重は9t。デハニ6450形改造
3. 6456, 6457 : 側面窓配置は1d1D（荷）1D12D（荷）21D。荷重は9t。種車はデハニ23850形（23850, 23851）。
4. 6458 : 側面窓配置はD1D（荷）1D22D（荷）2D1。荷重は8t。唯一狭幅車体を持つ異端車。種車はデハニ6465形（6465）。
5. 6459 - 6461 : 側面窓配置はD1D（荷）1D1D（荷）1D1。荷物用両開き引戸の幅が1,800mmに拡大されている。種車はデハ6340形。

デユニ33850形についても、1927年度改造の4両と、1928年度改造の1両で形態が異なる。荷重は郵便室3t、荷物室5t。
1. 33850 - 33853 : 側面窓配置はD1D（郵）23D1D（荷）1D1。デハニ6450形（旧デロハ6130形）改造。
2. 33854 : 側面窓配置はD1D（郵）11D1D（荷）1D1。荷物用両開き引戸の幅が1,800mmに拡大されている。デハ6340形（旧デロハ6130形）改造。

## 1928年10月の車両形式称号規程改正にともなう変更
1928年（昭和3年）10月1日に施行された車両形式称号改正では、本系列に属する車両はそれぞれ、三等制御電動車（旧デハ6340形）はモハ1形（1001 - 1025, 1065 - 1067）、郵便荷物合造制御電動車（旧デユニ33850形）はモユニ2形（2001 - 2005）、荷物制御電動車（旧デニ6450形）はモニ3形（3001 - 3012）、事業用制御電動車（旧デヤ33100形）はモヤ4形（4001, 4002）、三等中間付随車（旧サハ6190形）はサハ25形（25132 - 25154）に整理・編入された。
モハ1形のうち3両（1065 - 1067）については、他車種への改造のため大井工場に入場中であったため、便宜上の仮番号として付番されたものであり、現車に標記されたものではない。これらは、形式称号規程改正後にモユニ2形（2006）、モニ3形（3013, 3014）として落成している。
各車の新旧番号対照は次のとおり。斜体字で表記したものは新形式番号規程による番号。
- デハ6340形 → モハ1形
  - 6354 → 1001
  - 6340 → 1002
  - 6341 → 1003
  - 6342 → 1004
  - 6343 → 1005
  - 6344 → 1006
  - 6345 → 1007
  - 6346 → 1008
  - 6347 → 1009
  - 6348 → 1010
  - 6349 → 1011
  - 6350 → 1012
  - 6351 → 1013
  - 6352 → 1014
  - 6353 → 1015
  - 6356 → 1016
  - 6357 → 1017
  - 6358 → 1018
  - 6359 → 1019
  - 6360 → 1020
  - 6361 → 1021
  - 6362 → 1022
  - 6363 → 1023
  - 6364 → 1024
  - 6365 → 1025
  - 6366 → (1065) → 3013
  - 6367 → (1066) → 3014
  - 6368 → (1067) → 2006

- デユニ33850形 → モユニ2形
  - 33850 → 2001
  - 33851 → 2002
  - 33852 → 2003
  - 33853 → 2004
  - 33854 → 2005
  - 6368 → (1067) → 2006

- デニ6450形 → モニ3形
  - 6450 → 3001
  - 6451 → 3002
  - 6452 → 3003
  - 6453 → 3004
  - 6454 → 3005
  - 6455 → 3006
  - 6456 → 3007
  - 6457 → 3008
  - 6458 → 3009
  - 6459 → 3010
  - 6460 → 3011
  - 6461 → 3012
  - 6366 → (1065) → 3013
  - 6367 → (1066) → 3014

- デヤ33100形 → モヤ4形
  - 33100 → 4001
  - 33101 → 4002

- サハ6190形 → サハ25形
  - 6190 → 25132
  - 6191 → 25133
  - 6192 → 25134
  - 6193 → 25135
  - 6195 → 25136
  - 6196 → 25137
  - 6197 → 25138
  - 6198 → 25139
  - 6203 → 25140
  - 6204 → 25141
  - 6205 → 25142
  - 6206 → 25143
  - 6200 → 25144
  - 6201 → 25145
  - 6202 → 25146
  - 6194 → 25147
  - 6199 → 25148
  - 6207 → 25149
  - 6208 → 25150
  - 6209 → 25151
  - 6210 → 25152
  - 6211 → 25153
  - 6212 → 25154

## 改番後の状況
モハ1形は、100PS電動機を持つ電車としては一番古いものであったことから1931年（昭和6年）から廃車が開始され、1933年（昭和8年）までに、全車が除籍された。このうち1932年（昭和7年）以後に廃車となった3両（1020, 1022, 1023）は、三信鉄道の開業用として譲渡され、いずれも後年鋼体化されている。
モユニ2形、モニ3形は、旅客用車よりは長く使用されたが、1934年（昭和9年）からモハ10形改造のモユニ12形、モニ13形への置換えにより、横須賀線での夏季の荷物輸送用に、電装解除の上残されていた2003と3007を除いて1938年（昭和13年）までに淘汰された。このうち、2003は付随車代用のまま1945年（昭和20年）1月にクハ79025に部品流用され消滅した。
モヤ4形は、特殊用途であったことから太平洋戦争後まで使用され、1948年、1949年（昭和24年）に廃車となっている。
サハ25形に編入されたグループは、電動車が早期に淘汰されたのに対して、長く使用された。これは1937年（昭和12年）に日中戦争が始まり、戦時体制となったことから資源活用の面から廃車が控えられたためである。また、1935年から開始された木製車の鋼体化改造に際しても、台枠構造の面から不適とされ、全車が木製車体のまま太平洋戦争後まで使用された。最後の車が廃車されたのは1952年（昭和27年）1月のことである。

### 戦前の譲渡
- 1020 : 三信鉄道デ3（1934年） → デ103（1936年） → デ303（1939年） → 鉄道省デ303（1943年） → クデハ303（1951年） → クハ5802（1953年） → 伊豆箱根鉄道モハ47（1959年）
- 1022 : 三信鉄道デ2（1933年） → デニ201（1937年） → 廃車（1942年）
- 1023 : 三信鉄道デ1（1933年） → デ305（1939年） → 鉄道省デ305（1943年） → クデハ305（1951年） → クハ5804（1953年） → 大井川鉄道クハ506（1959年）

- 2002 : 南武鉄道モハ503（1939年） → 鉄道省モハ503（1944年） → クハ503（1947年） → クハ6020（1953年） → 廃車（1960年）
- 2005 : 三河鉄道デ401（1939年） → 鋼体化（1941年） → 名古屋鉄道モ3101 → ク2101（1966年） → 廃車（1973年）

- 3003 : 博多湾鉄道汽船デハ13（1940年） → 西日本鉄道モ15（1944年） → ク64（195x年） → モ15（1960年）(77)
- 3009 : 三信鉄道デ101（1936年） → デ301（1941年） → 鉄道省デ301（1943年） → クデハ301（1951年）→ クハ5800（1953年） → 小湊鉄道キハ5800（1959年） → 廃車（1997年）
- 3010 : 三信鉄道デ102（1936年） → デ302（1939年） → 鉄道省デ302（1943年） → クデハ302（1951年） → クハ5801（1953年） → 小湊鉄道キハ5801（1959年） → 廃車（1978年）
- 3012 : 駿豆鉄道モハ101（1935年5月） → 岳南鉄道モハ101（1949年） → モハ1103（1960年） → 近江鉄道モハ102（1985年） → 224（1994年） → 廃車（2014年[3]）
- 3013 : 駿豆鉄道モハ102（1935年5月） → 岳南鉄道モハ102（1949年） → クハ102（1953年） → 廃車（1963年）

### 戦災廃車
本系列も、太平洋戦争末期の米軍の空襲により、多数が失われた。これらは、戦後の1946年に除籍され、輸送力不足にあえぐ私鉄に譲渡された。これらは、復旧と併せて鋼体化を実施のうえ使用された。戦災廃車（同時期の事故廃車を含む）は、次のとおりである。
- 25134 : 東京急行電鉄（入籍せず）
- 25136
- 25137 : 東京急行電鉄（入籍せず）
- 25142 : 東京急行電鉄（入籍せず）
- 25144（事故）
- 25148 : 西武鉄道クハ1319
- 25149
- 25150
- 25153 : 西武鉄道クハ1320

### 老朽廃車と譲渡
戦中戦後の酷使により疲弊した本系列は、63系電車の量産と並行して整理が進められていった。これらの大半は西武鉄道に譲渡され、輸送力の増強に一役買った。その状況は次のとおりである。
- 4001 : 富士山麓電気鉄道モハ20（1949年） → モハ601（1951年?） → 岳南鉄道（貸渡。1957年3月） → 岳南鉄道モハ1102（1960年4月） → 廃車（1969年12月） *譲渡時にモヤ4002と振替

- 25132 : 西武鉄道クハ1221（1951年9月） → クハ1425（1953年9月)
- 25133 : 西武鉄道クハ1222（1951年9月） → クハ1230[II]（1953年9月） → クハ1413（1955年9月） → サハ1413（1958年10月)
- 25135 : 秩父鉄道クハ33（1950年） → クハ68（1953年10月） → クハニ29（1953年11月）
- 25138 : 西武鉄道クハ1328（1953年）
- 25139 : 西武鉄道クハ1223（1953年6月） → クハ1417（1955年9月） → サハ1417（1958年12月）
- 25140 : 西武鉄道クハ1227 → クハ1228 → クハ1274 → クハ1316(??)
- 25141 : 西武鉄道クハ1224（1951年9月） → サハ1510（1955年5月）／ → クハ1330（1953年6月）
- 25143 : 西武鉄道クハ1272（1953年6月） → クハ1228[II]（1954年6月） → クハ1411（1955年9月） → サハ1411（1958年8月）
- 25145 : 西武鉄道クハ1271（1953年6月） → クハ1227 → クハ1425（1954年6月）
- 25146 : 西武鉄道クハ1312（1953年6月） → 伊豆箱根鉄道クハ81（1968年） → サハ81（1971年）
- 25147 : 西武鉄道クハ1313（1953年7月）
- 25151 : 西武鉄道（西武側に入籍の記録なし）
- 25153 : 西武鉄道クハ1320
- 25154 : 西武鉄道クハ1226 → クハ1272 - クハ1317（1953年）